# Sophia Flörsch
Sophia Flörsch, född 1 december 2000 i Grünwald i Tyskland, är en tysk racerförare. Hon kör för Van Amersfoort Racing i Formel 3. Hon har tidigare kört i Formula Regional European Championship, Formel 4 i både Tyskland och Italien, Ginetta Junior Championship, Deutsche Tourenwagen Masters samt FIA World Endurance Championship.

## Uppväxt
Sophia Flörsch föddes den 1 december 2000 i Grünwald, Tyskland. Hennes intresse under sin uppväxt var karting, skidåkning och vindsurfing.

### Kontroverser
Sophia Flörsch kommenterade beslutet att endast ha kvinnor i Formel 1 E-sport-tävlingar under Coronaviruspandemin 2019–2021. Hon kommenterade också beslutet att starta ett Formel 3 mästerskap där endast kvinnor får lov att köra, hon menar att det hjälper inte kvinnor inom motorsport.
När hon skulle köra i Formel 3 mästerskapet 2020 ifrågasatte Flörsch tyska medier som hon hävdade favoriserade Mick Schumacher och David Schumacher på grund av sina fäders (Michael och Ralf respektive) framgångar. Hon menade att det fanns endast en känd Schumacher.

## Karriär
Flörsch började med karting 2005 och deltog i tävlingar mellan 2008 och 2014 runt om i Europa. Hon blev den första kvinnliga föraren och den yngsta i alla tre serier hon deltog i: 2008 SAKC Championship, 2009 ADAC German Championship och 2010 European Championship Easykart. Red Bull visade också intresse för hennes tidiga karriär.

### Formel 4

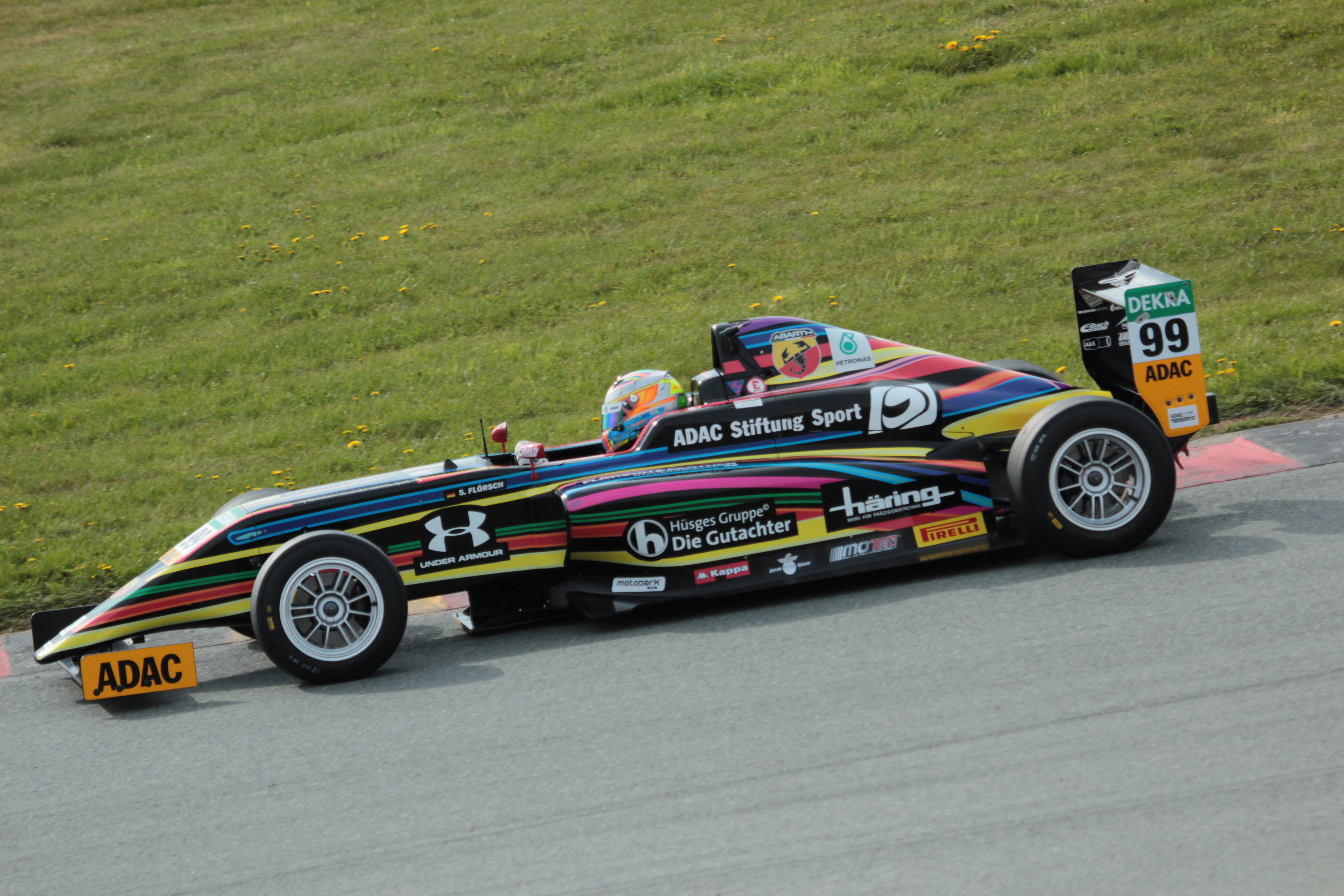
Flörsch i sin bil under Formel 4 säsongen 2016.

Flörsch kom till att köra för Motopark i ADAC Formel 4 Championship under säsongen 2016. Hennes bilnummer var #99, och bilen kallade hon för Hugo. I sin debut blev hon den första kvinnliga föraren att köra hem poäng i ett ADAC Formel 4 lopp. Hon körde nästan hem sitt första podium i sitt tredje lopp men kolliderade tyvärr med en annan bil i de sista varven. Hennes snabbaste varv under säsongen kom i det tredje loppet i Zandvoort.
Året därpå körde hon för BWT Mücke Motorsport och körde hem två podium och två snabbaste varv.

### Formel 3

#### 2018

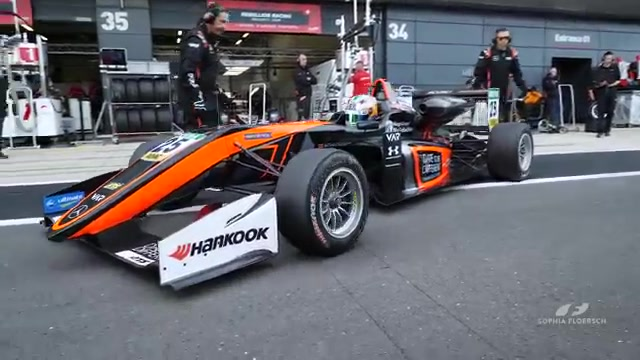
Flörsch i sin bil i det Europeiska Formel 3 mästerskapet, vid Silverstone, 2018.

Den 13 mars 2018 deltog Flörsch i sitt första Formel 3-test där hon körde en Van Amersfoort Racing bil. Den 6 juli 2018 kom nyheten att hon kom till att köra för Van Amersfoort Racing i ronden vid Circuit Zandvoort runt en vecka senare. Hon slutade på 22:a plats i poängställningen med en poäng som kom från loppet vid Red Bull Ring.

#### Macaos Grand Prix 2018

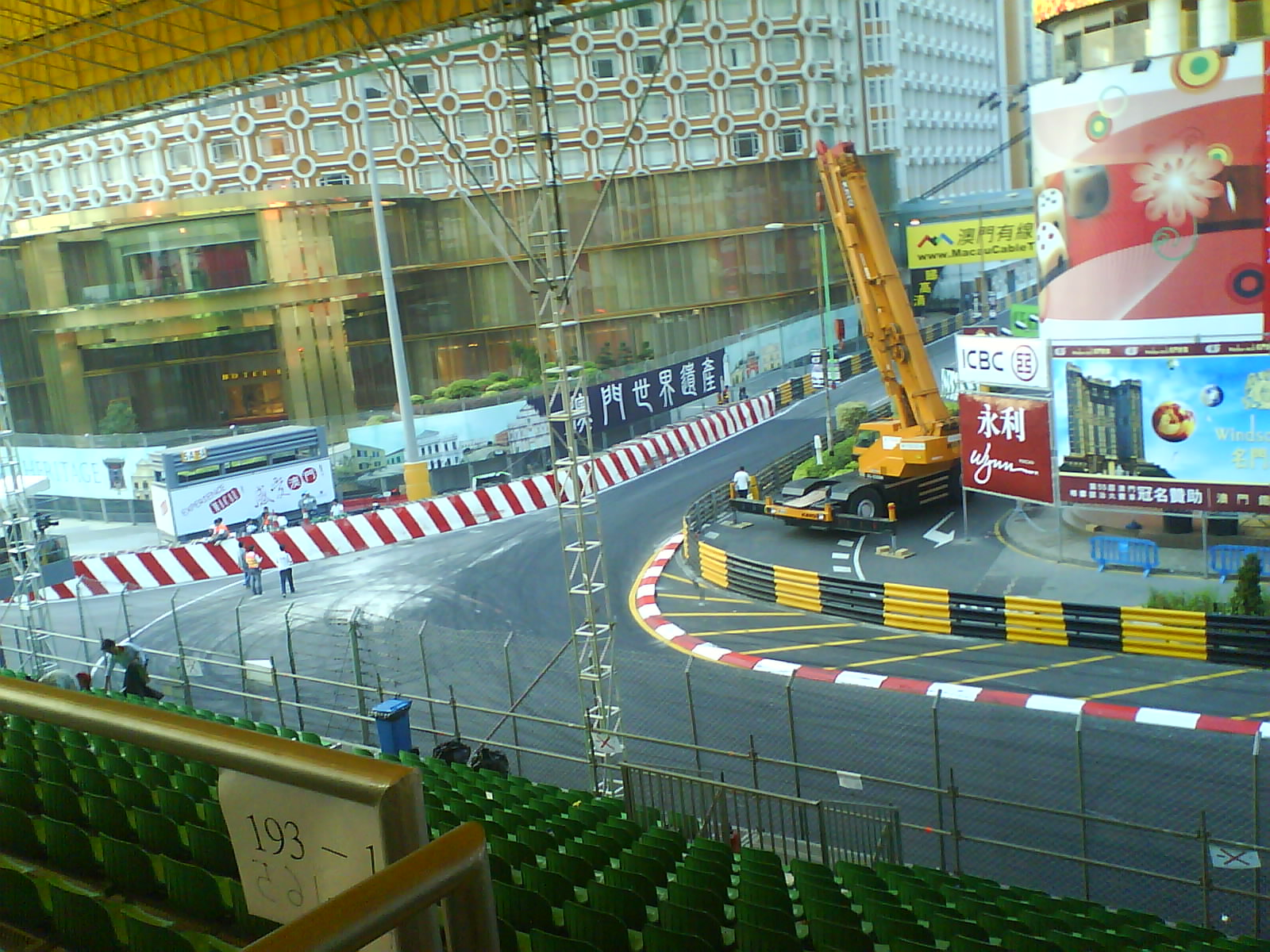
Kurvan Lisboa Corner i Macaos Grand Prix, där Flörsch råkade ut för en olycka 2018.

Från 15 till 18 november 2018 deltog Flörsch i Formel 3 World Cup vid Macaos Grand Prix 2018. Under huvudloppet i det fjärde varvet körde hon ihop sig med Jehan Daravula. Detta orsakade ett problem med bilen vilket resulterade i att hennes bil slungades fram likt en katapult i en hög hastighet in i barriären.

#### 2019
Den 14 december 2018 bekräftade Van Amersfoort Racing att Flörsch skulle köra för stallet ytterligare en säsong i Europeiska F3 serien, Formula European Masters, under säsongen 2019. Flörsch slutade på en sjundeplats i förarmästerskapet.

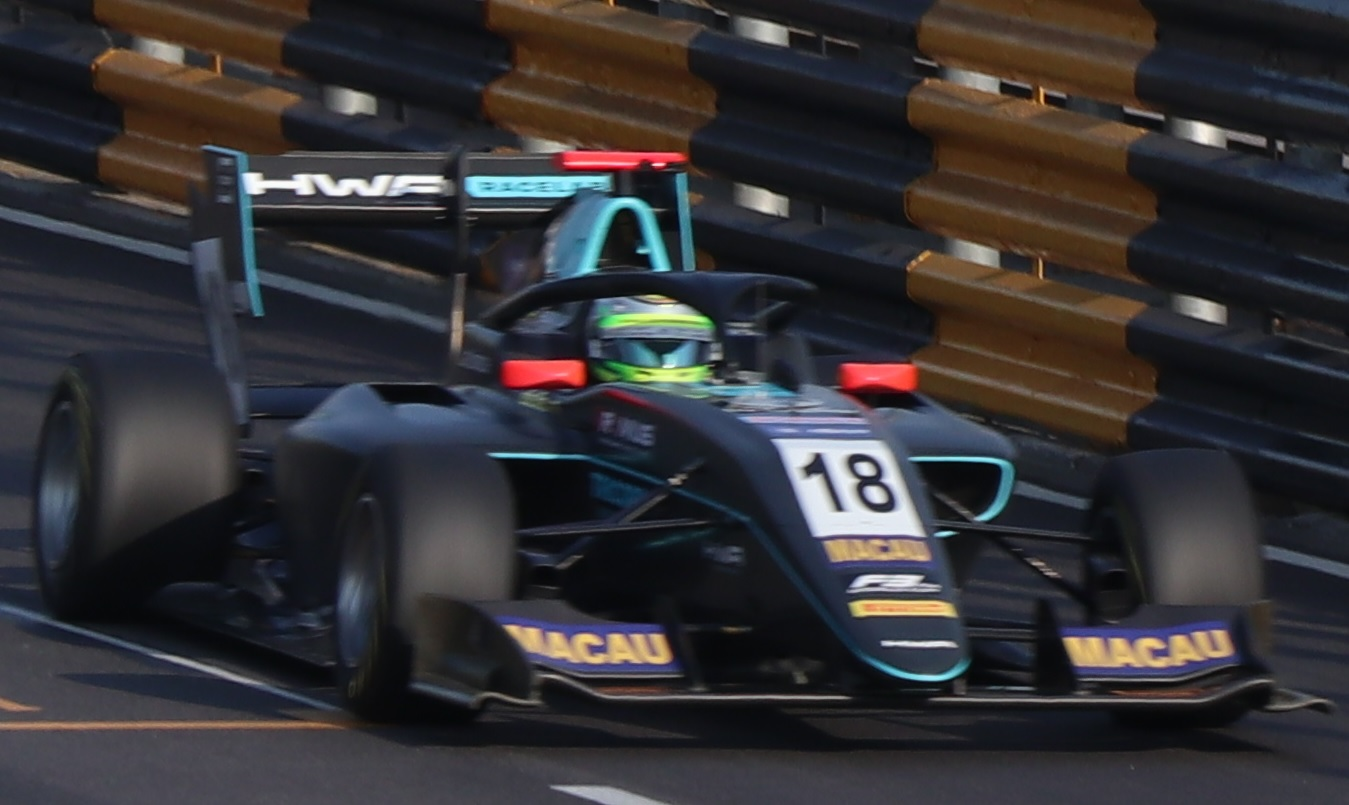
Flörsch vid Macaos Grand Prix 2019.

#### 2020
Flörsch körde för Campos Racing i FIA Formel 3 mästerskapet och hade flera problem med bilen under säsongens gång. Hon slutade på 29:e plats av 35 förare i mästerskapet med en bästa placering på 12:e plats. Hon är den första kvinnan att köra i mästerskapet sedan grundandet efter GP3 och Europeiska F3 gick samman.

### Endurance Racing
Under 2020 vid sidan om Formel 3 deltog Flörsch också i FIA World Endurance Championship. Hon deltog inte i alla lopp då hon deltog i Le Castellet 240 för Richard Mille Racing Team i Le Mans Series 2020. Hon körde också i Le Mans 24 timmarslopp samma år där hon slutade på en niondeplats tillsammans med Beitske Visser och Tatiana Calderón.
Hon kommer också att delta i Endurance Racing säsongen 2021 med samma stallkamrater.

### DTM
Vid sidan om Endurance Racing kommer Flörsch också att delta i Deutsche Tourenwagen Masters säsongen 2021 för Abt Sportsline med stöd från Schaeffler.

#### 2023

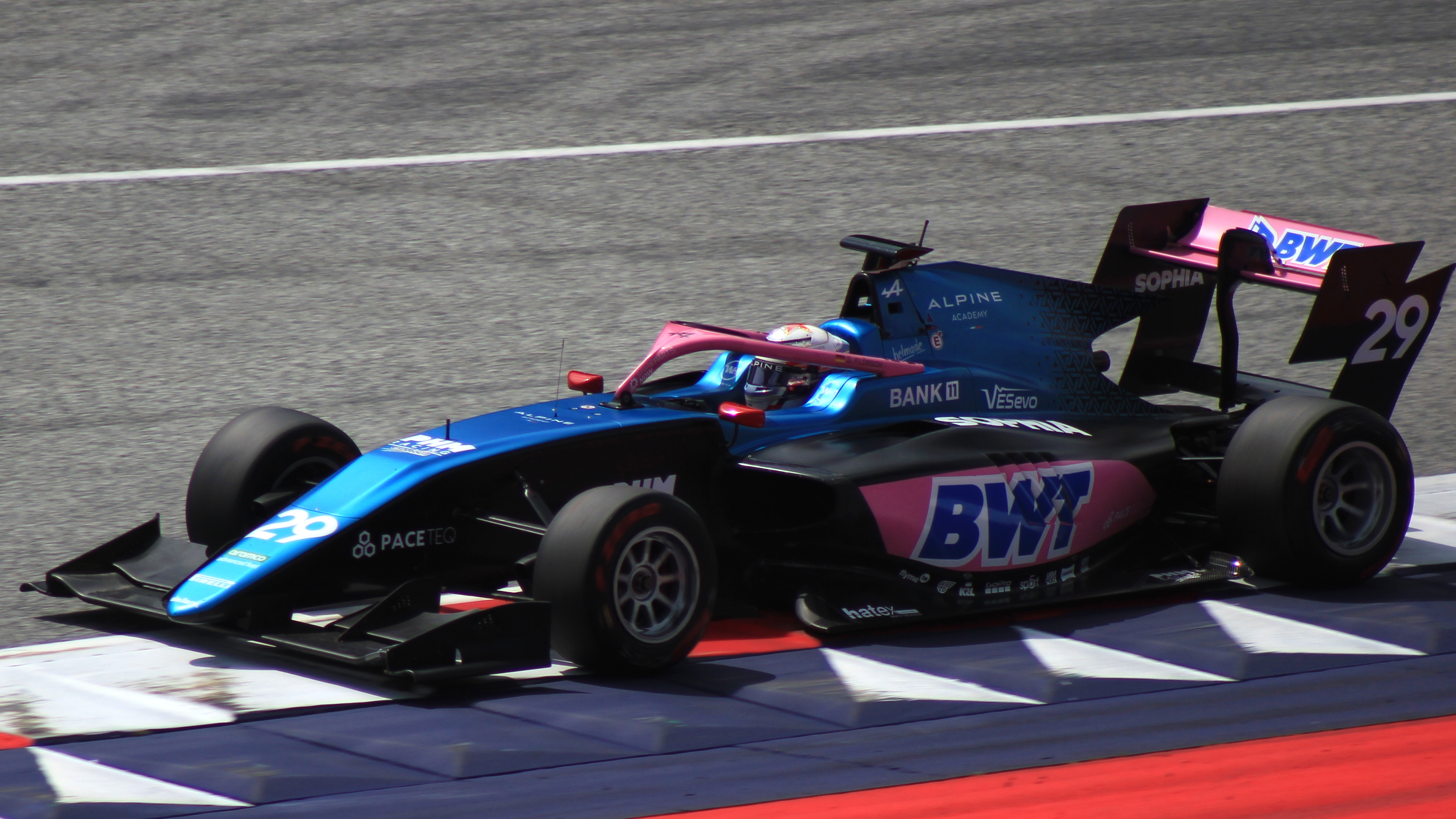
Flörsch i sin Dallara F3 2019 i Österrike 2023.

Flörsch återvände till Formel 3 under 2023, då hon skrivit kontrakt med PHM Racing by Charouz. Kort efter presenterades hon som medlem av  Alpine Academy, utvald i det nya 'Rac(H)er' programmet.

##### Macaos Grand Prix 2023
I slutet av säsongen 2023 anslöt Flörsch till Van Amersfoort Racing för att delta i årets upplaga av Macaos Grand Prix. I loppet kom hon på 11:e plats, före båda hennes teamkamrater.

#### 2024

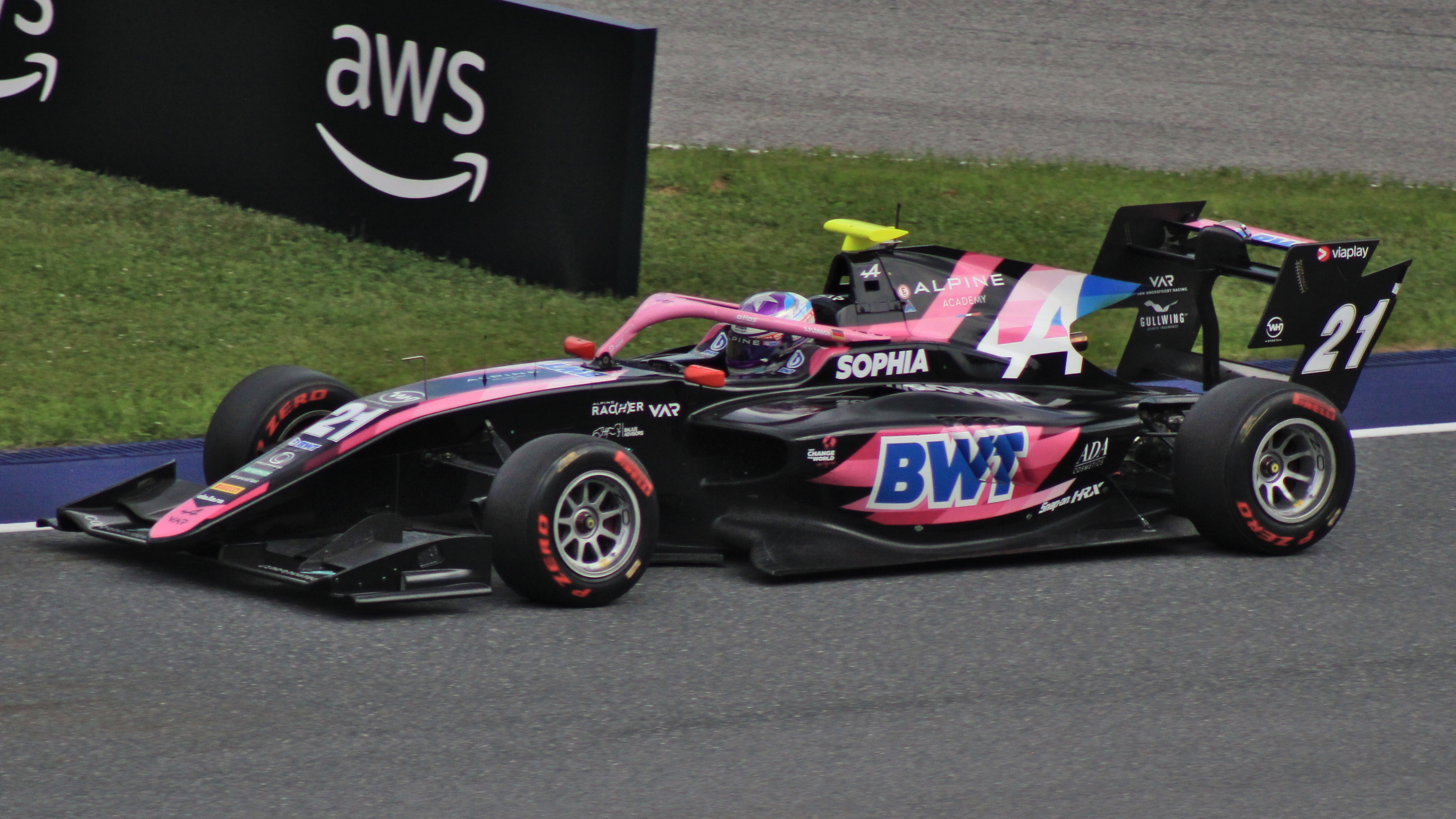
Flörsch kör för Van Amersfoort Racing i Österrike 2024.

Flörsch fortsatte att köra för Van Amersfoort Racing under säsongen 2024.

## Racingresultat
| Säsong | Serie                                   | Stall                     | Lopp | Vinster | Pole | Snabbaste varv | Podium | Poäng | Position |
| ------ | --------------------------------------- | ------------------------- | ---- | ------- | ---- | -------------- | ------ | ----- | -------- |
| 2015   | Ginetta Junior Championship             | HHC Motorsport            | 10   | 2       | 1    | 1              | 4      | 211   | 11       |
| 2016   | ADAC Formula 4 Championship             | Motopark                  | 24   | 0       | 0    | 1              | 0      | 25    | 19       |
| 2017   | ADAC Formula 4 Championship             | ADAC Berlin-Brandenburg   | 20   | 0       | 0    | 2              | 2      | 71    | 13       |
| 2017   | Italian F4 Championship                 | BWT Mücke Motorsport      | 9    | 0       | 0    | 0              | 0      | 28    | -        |
| 2018   | FIA Formula 3 European Championship     | Van Amersfoort Racing     | 21   | 0       | 0    | 0              | 0      | 1     | 22       |
| 2018   | Macaos Grand Prix 2018                  | Van Amersfoort Racing     | 1    | 0       | 0    | 0              | 0      | N/A   | DNF      |
| 2019   | Formula Regional European Championship  | Van Amersfoort Racing     | 24   | 0       | 0    | 1              | 0      | 149   | 7        |
| 2019   | Macaos Grand Prix 2019                  | HWA Racelab               | 1    | 0       | 0    | 0              | 0      | N/A   | DNF      |
| 2020   | FIA Formula 3 Championship              | Campos Racing             | 16   | 0       | 0    | 0              | 0      | 0     | 29       |
| 2020   | European Le Mans Series                 | Richard Mille Racing Team | 3    | 0       | 0    | 0              | 0      | 2     | 25       |
| 2020   | 24 Hours of Le Mans - LMP2              | Richard Mille Racing Team | 1    | 0       | 0    | 0              | 0      | N/A   | 9        |
| 2021   | Deutsche Tourenwagen Masters            | Team Abt                  | 14   | 0       | 0    | 0              | 0      | 8     | 18th     |
| 2021   | FIA World Endurance Championship - LMP2 | Richard Mille Racing Team | 6    | 0       | 0    | 0              | 0      | 31    | 13th     |
| 2021   | 24 Hours of Le Mans - LMP2              | Richard Mille Racing Team | 1    | 0       | 0    | 0              | 0      | N/A   | DNF      |
| 2021   | European Le Mans Series                 | Algarve Pro Racing        | 1    | 0       | 0    | 0              | 1      | 15    | 21st     |
| 2022   | European Le Mans Series                 | Algarve Pro Racing        | 4    | 0       | 0    | 0              | 1      | 23    | 13th     |
| 2022   | 24 Hours of Le Mans - LMP2              | Algarve Pro Racing        | 1    | 0       | 0    | 0              | 0      | N/A   | 20th     |
| 2023   | FIA Formula 3 Championship              | PHM Racing by Charouz     | 18   | 0       | 0    | 0              | 0      | 6     | 23rd     |
| 2023   | Macaos Grand Prix                       | Van Amersfoort Racing     | 1    | 0       | 0    | 0              | 0      | N/A   | 11th     |
| 2024   | FIA Formula 3 Championship              | Van Amersfoort Racing     | 4    | 0       | 0    | 0              | 0      | 0*    | 26th*    |

* Säsongen är pågående